# Tommaso Ceva
Tommaso Ceva (Milão, 20 de dezembro de 1648 — 2 de fevereiro de 1737) foi um poeta, matemático e padre jesuíta italiano. Irmão de Giovanni Ceva.

## Biografia
Foi professor de matemática e retórica no Colégio de Brera em Milão. Como poeta, escreveu o poema em latim Iesus puer, traduzido em diversas línguas, e pertenceu a Academia Pontifícia dos Árcades desde 1718.
Na área matemática estudou aritmética, geometria e gravidade, publicando a obra Opuscola mathematica (1699). Um de seus alunos foi Giovanni Gerolamo Saccheri.